# Медик (стадіон, Моршин)
Стадіон «Ме́дик» — футбольний стадіон у Моршині місткістю 1000 глядацьких місць. Домашня арена жіночого футбольного клубу «Медик». Капітально реконструйований у 2010 році.

## Історія
12 вересня 2010 року відбулося урочисте відкриття стадіону після реконструкції. Метою відновлення спортивної арени стало проведення матчів дитячо-юнацької футбольної ліги та можливість використання стадіону як бази для футбольних команд під час проведення Чемпіонату Європи з футболу 2012 року. Загальний обсяг інвестицій, вкладених в реконструкцію, склав близько 3 млн гривень. Інвестором перебудови виступив футбольний клуб «Скала». Стадіон облаштований 1000 індивідуальних пластикових сидінь, що знаходяться під накриттям, та має поле, що відповідає європейським стандартам (105х68 м). Стадіон «Медик» став домашньою ареною команди «Скала-2», що виступала в чемпіонаті Львівської області з футболу, а згодом і юнацької команди стрийської «Скали».
З 2013 року на стадіоні проводяться домашні матчі жіночого футбольного клубу «Медик», що бере участь у змаганнях першої ліги чемпіонату України.
Восени 2014 року на стадіоні «Медик» проходили поєдинки юнацької Ліги УЄФА за участю молоді донецького «Шахтаря». 30 вересня 2014 року «гірники» приймали однолітків з португальського «Порту», а 5 та 25 листопада юнацькі команди БАТЕ та «Атлетіка» (Більбао) відповідно. Матчі 1/8 фіналу проти грецького «Олімпіакоса» донеччани проводили в Києві через відсутність підігріву на моршинському стадіоні.